# پیتزای سنت لوئیس
پیتزای سنت لوئیس (به انگلیسی: St. Louis–style pizza) سبکی از پیتزا است که در سنت لوئیس، میسوری و مناطق اطراف آن محبوبیت دارد. این سبک دارای پوسته نازکی مانند تردک است که بدون مخمر ساخته شده است. پنیر متداول مورد استفاده در این سبک پیتزا، از نوع پنیر پراول است و خود پیتزا پس از تهیه شدن به‌صورت مربع یا مستطیل برش می‌خورد.